# مثلث النمو أستراليا إندونيسيا تيمور الشرقية
مثلث النمو أستراليا إندونيسيا تيمور الشرقية هي مبادرة مشتركة من مناطق شرق إندونيسيا وشمال أستراليا وجمهورية تيمور الشرقية الديمقراطية. تهدف هذه المبادرة إلى تعزيز النمو الاقتصادي من خلال التنمية الاقتصادية المتكاملة في المنطقة التي تقيم فيها هذه الدول. تم إنشاء مثلث النمو في عام 2012 بعد اجتماع عقده الرئيس الإندونيسي السابق سوسيلو بامبانج يودويونو مع رئيسة وزراء أستراليا السابقة جوليا جيلارد ورئيس وزراء تيمور الشرقية السابق زانانا غوسماو. تهدف المبادرة إلى دعم التنمية الاقتصادية والاجتماعية والثقافية في المقام الأول عن طريق جذب الاستثمار وتطوير الصناعات التحويلية وتعزيز رأس المال البشري وبناء علاقة تعاونية أقوى بين الدول الثلاث المعنية. تهدف المبادرة أيضًا إلى تسريع انضمام تيمور الشرقية إلى رابطة دول جنوب شرق آسيا (آسيان) وتحقيق الأهداف التي حددتها خطة التنمية الاستراتيجية لتيمور الشرقية، مثل زيادة الرخاء والاستقرار الاقتصاديين للبلاد. غالبًا ما يساء تفسير مثلث النمو كمنطقة تجارة حرة، في حين أن هناك عناصر من اتفاقيات التجارة الحرة بين إندونيسيا وأستراليا على وجه التحديد، لا ترتبط شروط مبادرة مثلث النمو ارتباطًا مباشرًا باتفاقات التجارة الحرة هذه، ولا تشمل أهداف مثلث التجارة بشكل خاص التجارة الحرة بين الدول الثلاث.

## خلفية
تم تطوير مثلث النمو كنتيجة لأن كل بلد يعترف بفوائد متنوعة للمشاركة في مبادرة مشتركة. تعتقد الحكومة الإندونيسية أن المبادرة ستوفر فرصة لتطوير وتعزيز المناطق الشرقية من إندونيسيا اقتصاديًا. تستشهد الحكومة الأسترالية بفوائد تنويع الصناعة القائمة على التعدين وتحقيق تنمية إيجابية في مدينة داروين الشمالية والمناطق المحيطة بها. ترى تيمور الشرقية إمكانية أن تصبح مركزًا صناعيًا ولوجستيًا للمواد الخام والمنتجات شبه المصنعة للجزر الإندونيسية المحيطة. تدرك جميع البلدان الثلاثة أن المبادرة تعود بالنفع المتبادل، لأنها تربط بين البنية التحتية ورأس المال والخبرة في أستراليا بالأرض والعمالة والموارد الطبيعية لتيمور الشرقية وموارد التكنولوجيا والعمالة في إندونيسيا، مما يضمن أن كل بلد يستفيد من الترتيب.

## تاريخ مثلث النمو
كان مثلث النمو نتيجة للاجتماعات والمفاوضات العديدة بين الدول الثلاث. اقترح وزير الاقتصاد والتنمية في تيمور الشرقية جواو غونسالفيس مثلث النمو لرئيس إندونيسيا سوسيلو بامبانج يودويونو كمشروع لدعم اقتصادات ومؤسسات الدول المعنية. في أبريل 2011 أعرب رئيس وزراء الإقليم الشمالي الأسترالي السابق بول هندرسون عن اهتمامه بالمشاركة في هذه المبادرة. في يناير 2012 نظمت أستراليا وإندونيسيا منطقة تجارة حرة داخل إقليمهما نتيجة لاتفاق بين الآسيان وأستراليا ونيوزيلندا. في مايو 2012 أبرز تقرير إلى حكومة الكومنولث الأسترالية إمكانات التعاون بين أستراليا وتيمور الشرقية وإندونيسيا. نظر التقرير بشكل خاص:
- تطوير وتنفيذ برامج في عدة قطاعات لزيادة الاتصال بين هذه البلدان.
- إمكانية نشر هذه البرامج بين الجزر الأخرى.
- إنشاء فرقة عمل مشتركة بموجب مذكرة تفاهم.
- الإبلاغ عن التقدم المحرز إلى اللجنة الفرعية الثنائية للتعاون الاقتصادي.[5]

منذ تشكيل مثلث النمو نفذت كل من أستراليا وتيمور الشرقية وإندونيسيا العديد من المبادرات التي تحقق فوائد لأعضاء مثلث النمو. في سبتمبر 2013 أطلقت تيمور وحدة مهمة للتفاوض بشأن برنامج للتعاون في تيمور وإندونيسيا وأستراليا. في مارس 2016 التقى ممثلو جميع الدول الثلاث وناقشوا «طريق السياحة» بين بالي وداروين، والذي سيؤدي عبر جزر فلوريس وتيمور وجلب دفعة اقتصادية لجميع الدول الثلاث. في يوليو 2018 أعربت أستراليا عن دعمها لنوايا تيمور للانضمام إلى كل من الآسيان ومنظمة التجارة العالمية. كما التزمت أستراليا بالمساعدة في التقديم المستقبلي لتيمور للانضمام إلى كومنولث الأمم. في أغسطس 2018 جددت أستراليا وإندونيسيا مفاوضاتهما حول اتفاقية الشراكة الاقتصادية الشاملة بين إندونيسيا وأستراليا والتي تتضمن صفقات بين الدول تتعلق بتحرير التجارة، وخفض التعريفات الجمركية، وشروط معينة خالية من التعريفات الجمركية للتجارة بين إندونيسيا وأستراليا.

## الآسيان وبلدان مثلث النمو
رابطة دول جنوب شرق آسيا (آسيان) هي منظمة حكومية دولية إقليمية تربط عشرة بلدان في جنوب شرق آسيا للتعاون المتبادل وتكامل اقتصاد كل دولة والسياسة والأمن والعسكرية والتعليم والثقافة. يشمل أعضاء الآسيان ماليزيا والفلبين وسنغافورة وتايلاند وبروناي وفيتنام ولاوس وميانمار وكمبوديا وإندونيسيا.
على الرغم من أن أستراليا ليست عضوًا في رابطة أمم جنوب شرق آسيا إلا أنها واحدة من مجموعة دول جنوب شرق آسيا التي تضم ست دول إضافية تتمتع بحضور اقتصادي وسياسي وأمني واجتماعي وثقافي قوي على مستوى العالم وداخل منطقة آسيا والمحيط الهادئ. الدول الأخرى المدرجة في الآسيان زائد ستة هي الصين واليابان وكوريا الجنوبية والهند ونيوزيلندا. قدمت تيمور الشرقية طلب العضوية إلى الآسيان منذ مارس 2011، تم رفض هذا الانضمام كل عام منذ ذلك الحين. في الآونة الأخيرة في عام 2017 قبلت أربعة من الدول الأعضاء الأصلية في الرابطة طلب تيمور، لكن الدول الست الأخرى رفضت.